# 国造神社
国造神社（こくぞう じんじゃ、くにのみやつこ じんじゃ）は、熊本県阿蘇市一の宮町手野に鎮座する神社。旧官幣大社阿蘇神社の北方に鎮座するため、北宮と称される。延喜式内社で、旧社格は県社。

## 由緒
延喜式神名帳に肥後国は四座が記されているが（健磐竜命神社・現阿蘇神社、阿蘇比咩神社・現阿蘇神社、国造神社、疋野神社）、その四座のうちの一座であり、熊本県内において、最も古い神社の一社である。肥後国誌によれば、崇神天皇の代に速瓶玉命が肥後国造に任命され、景行天皇18年（88年）に、国造神社を修造し祭典を整えたとある。
父親である阿蘇神社の主祭神健磐龍命と共に阿蘇の地を開拓し、農耕・植林などを指導したとされる速瓶玉命（はやみかたまのみこと、「国造本紀」によれば初代阿蘇国造）を主祭神とし、御妃、御子息の合わせて4柱の神を祀る。
現在の社殿は、寛文12年（1672年）、肥後熊本藩第3代藩主細川綱利によって造営された。明治5年県社に列した。
鳥居の西60mの地点には、祭神の速瓶玉命の墓とされる上御倉古墳と、その妃の雨宮媛命の墓とされる下御倉古墳がある。これらの古墳は６世紀後半の横穴式石室をもつ円墳で、巨大な安山岩と阿蘇溶岩の切石で構成されており、熊本県を代表する巨石古墳である。

## 手野のスギ

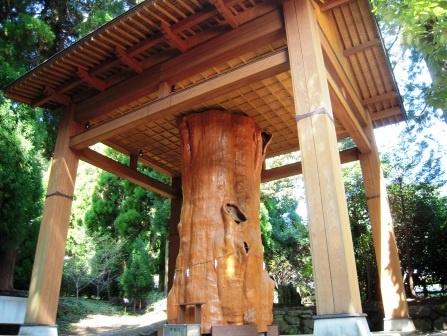
保存処理された手野のスギ

境内にはかつて「手野のスギ（てののすぎ）」というスギの巨木が生育していた。1924年（大正13年）12月9日に史蹟名勝天然紀念物保存法（当時）に基づいて国の天然記念物に指定されたが、1991年（平成3年）9月27日、台風19号（りんご台風）の被害を受けて折損し、平成12年（2000年）に文化財保護審議会は天然記念物の指定解除を答申し、同年9月6日付で指定解除された。

## 祭神
- 速瓶玉命（はやみかたまのみこと） - 阿蘇神社主祭神健磐龍命の子。阿蘇国造大神。阿蘇神社では十一宮に奉斎。
- 雨宮媛命（あまみやひめのみこと） - 速瓶玉命の妃。蒲智比咩命（かまちひめのみこと）、海神の女神。郡浦神社主祭神。
- 高橋神（たかはしのかみ） - 速瓶玉命の第二子。
- 火宮神（ひのみやがみ） - 速瓶玉命の第三子。

## 例祭日
- 7月26日

## 文化財

### 重要無形民俗文化財（国指定）
- 阿蘇の農耕祭事（阿蘇神社と共に指定されている）
  - 歌い初め、春祭り、おんだ祭り、風祭り、眠り流し、田の実祭

### 阿蘇市指定有形文化財
- 神殿・拝殿[10]

## 境内社
- 門守社
- 水神社
- 鯰宮

## 交通アクセス
- JR九州豊肥本線宮地駅からタクシーで15分
- 九州自動車道熊本インターチェンジから45㎞